# Thank You, Happy Birthday
| Recensione | Giudizio |
| ---------- | -------- |
| AllMusic   |          |

Thank You, Happy Birthday è il secondo album discografico del gruppo musicale statunitense Cage the Elephant.

## Il disco
Il disco è stato pubblicato negli Stati Uniti nel gennaio 2011. La produzione è stata affidata, come nel precedente album di debutto, a Jay Joyce. Le registrazioni sono state effettuate a Nashville (Tennessee).
I singoli pubblicati sono stati tre: Shake Me Down (22 novembre 2010), Around My Head (4 maggio 2011) e Aberdeen (15 settembre 2011).
Per quanto riguarda le vendite, l'album ha debuttato al secondo posto della classifica Billboard 200.

## Tracce
1. Always Something – 3:41
2. Aberdeen – 3:12
3. Indy Kidz – 5:02
4. Shake Me Down – 3:31
5. 2024 – 3:10
6. Sell Yourself – 2:11
7. Rubber Ball – 3:47
8. Right Before My Eyes – 3:14
9. Around My Head – 3:11
10. Sabertooth Tiger – 2:51
11. Japanese Buffalo – 3:03
12. Flow – 3:33
13. Right Before My Eyes (Alternate Version) (Hidden Track) – 3:57

## Formazione
- Matt Shultz - voce
- Brad Shultz - chitarra
- Jared Champion - batteria
- Daniel Tichenor - basso, voce
- Lincoln Parish - chitarra